# Manuel Lloret
Manuel Lloret Zaragozi (Muro Alcoy, 4 augustus 1981) is een Spaans voormalig wielrenner.

## Belangrijkste overwinningen
2004
- 1e etappe Rutas del Vino

2006
- 2e etappe Ruta del Sol

2007
- 2e etappe Ronde van Madrid
- Eindklassement Ronde van Madrid

## Tourdeelnames
geen